# 아브카이크
아브카이크(아랍어: بقيق Biqayq 비카이크[*])는 사우디아라비아 동부주에 위치한 사우디 아람코의 게이티드 커뮤니티 및 석유 가공 시설이다. 다란-담맘-코바르 대도시권에서 남서쪽으로 60km 떨어진 지점에 있으며, 룹알할리 사막 북쪽에 위치한다.
1940년대에 아람코에 의해 건설되었으며, 2012년 추산 약 1,500명(외부 인구 포함시 약 30,000명)이 거주한다.

## 같이 보기
- 2019년 아브카이크-쿠라이스 공격